# Benjamin Heidersberger
Benjamin Heidersberger (* 1957 in Braunschweig) ist ein deutscher Medienkünstler, Publizist, Unternehmer und Kulturmanager. Er lebt und arbeitet in Berlin und Wolfsburg.

## Leben und Wirken
Heidersberger studierte ab 1978 Physik, Biologie und Informatik in Braunschweig (ohne Abschluss). Von 1978 bis 1984 war er Teil der Interdisziplinären Künstlergruppe Head Resonance Company in Wolfsburg „zur Erforschung der Gesetze, wie Ideen Wirklichkeit werden“, zusammen mit Peter Elsner, im Bereich Architektur, Musik, Performance und Installation. 1984 ging er nach Hamburg, arbeitete erst bei einem PC-Händler, publizierte ab 1988 als Redakteur der Computer-Zeitschrift MACup zu Hard- und Software, später auch Kunst, Technologie und Gesellschaft. Er begleitete dabei auch die Entwicklung eines Macintosh-Kompatiblen PCs aus Taiwan.
1989 wurde er Mitgründer der Ponton-Lab GmbH, die als Künstlergruppe auf der documenta 8 und Documenta IX, in Japan 1993 sowie der Ars Electronica 86, 89, 90 und 94 als Van Gogh TV interaktive Medien- und TV-Projekte realisierte. Dazu gehörte 1992 das internationale Projekt Piazza Virtuale, bei welchem während der 100 Documenta-Tage jeweils 90 Minuten Live-TV aus zwölf über Europa inklusive des vormaligen Ostblock verteilten Studios kombiniert und gesendet wurde. In diesem Jahr konzipierte er zudem die Ausstellung „Kreative Software – Menschen und Meilensteine“ für die Ars Electronica, worin historisch herausragende Software mit original-Hardware gezeigt wurde.
1993 bis 1994 lehrte Heidersberger an der Merz-Akademie in Stuttgart über Gestaltung elektronischer Medien. Das Ponton-Lab wurde in Hannover als Multimedia-Fullservice-Agentur mit 20 Mitarbeitern fortgeführt, wo u. a. die Web-Angebote www.niedersachsen.de für die Landesregierung und www.deutschland.de für das Bundespresseamt und später das Auswärtige Amt entstanden. 1998 startete er die spartenübergreifende Online-Community Kulturserver, welche online-Dienste ähnlich heutiger sozialer Medien für 20.000 Künstler realisierte. Das Projekt wurde 1999 von der kubanischen Regierung zu einer Präsentation im Rahmen der internationalen Konferenz „Cultura y Desarrollo“ in Havanna eingeladen.
2002 gründete er im Schloss Wolfsburg das Institut Heidersberger gGmbH zur Archivierung und Publikation des Lebenswerkes seines Vaters, des Fotografen Heinrich Heidersberger, mit Unterstützung der Stadt Wolfsburg. Das Institut Heidersberger arbeitet mit zeitgenössischen Künstlern zusammen, die das Werk kontextualisieren. Im gleichen Jahr war er zudem Kurator der 4. Werkleitz Biennale real[work] für den Bereich Netzkunst.
Ab 2011 hielt Heidersberger Vorträge an der Humboldt-Universität zu Berlin, Fachbereich Medienwissenschaft und Musikwissenschaft. 2012 trug er die künstlerische Leitung und Produktion des Konzerts des Japaners Shinji Kanki zum Alvar Aalto Festival in Wolfsburg. Weiterhin realisierte er die algorithmische Klavierkomposition Pentatonic Permutations, mit einer Reihe von Konzerten und Klanginstallationen, u. a. auf der Ars Electronica 2016.
Ab 2017 bis Ende 2018 kuratierte er das Produktionskunst-Festival "Drehmoment" der KulturRegion Stuttgart.

## Auszeichnungen / Nominierungen
- 1991 Smithsonian Award, Washington – Nominee
- 1993 Internationaler Siemens-Medienkunstpreis des ZKM Karlsruhe
- 1993 Prix Ars Electronica, Anerkennung
- 1994 Interactive Media Festival, Los Angeles – Nominee
- 2000 Best of Business-to-Business Award, als Geschäftsführer, Kategorie Multimedia-Anwendungen
- 2002 eMIL-Award, Kategorie Anwenderfreundlichkeit
- 2003 eMIL-Award, Kategorie Internet
- 2004 WebFish der EKD im Bereich Innovation
- 2008 WebFish der EKD im Bereich Internet

## Bibliographie
- Heinrich Heidersberger: Wolfsburg – Bilder einer jungen Stadt. Herausgeber, mit Bernd Rodrian, ISBN 3-89479-826-2.
- Johannes Ehrhardt (Hrsg.): Netzwerk-Dimensionen. Kulturelle Konfigurationen und Managementperspektiven, Die virtuelle Piazza. 1992, ISBN 3-89238-045-7.
- Manfred Waffender (Hrsg.): Cyberspace: Ausflüge in virtuelle Wirklichkeiten, Die digitale Droge. 1993, ISBN 3-499-18185-1.
- Christoph Ernst, Jens Schröter (Editors): (Re-)Imagining New Media. Techno-Imaginaries around 2000 and the case of "Piazza virtuale" (1992), ISBN 978-3-658-32898-6